# レーティッシュ鉄道Geaf2/2 20601-07形電気機関車

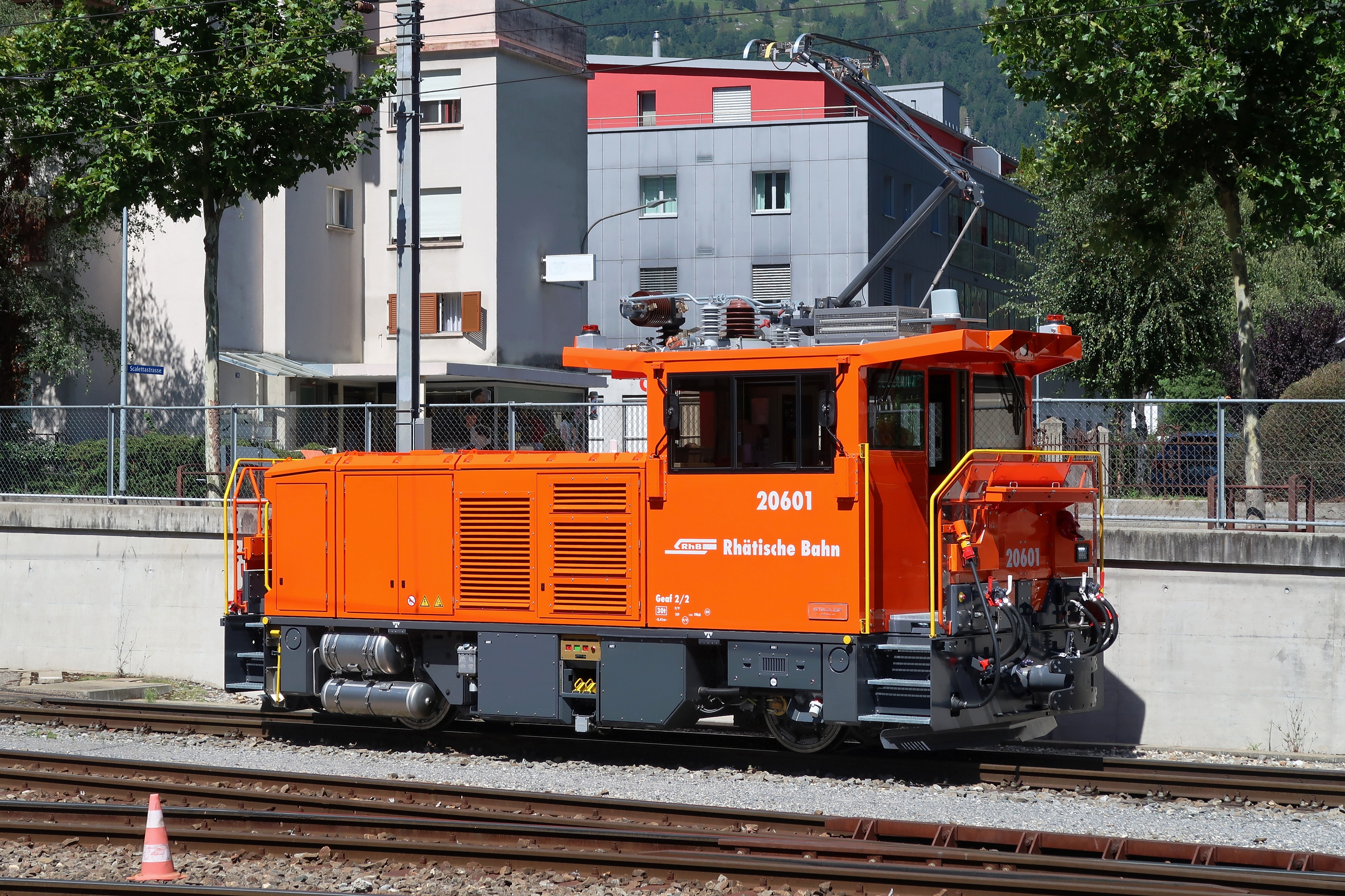
Geaf2/2 20601号機、クール駅、2020年

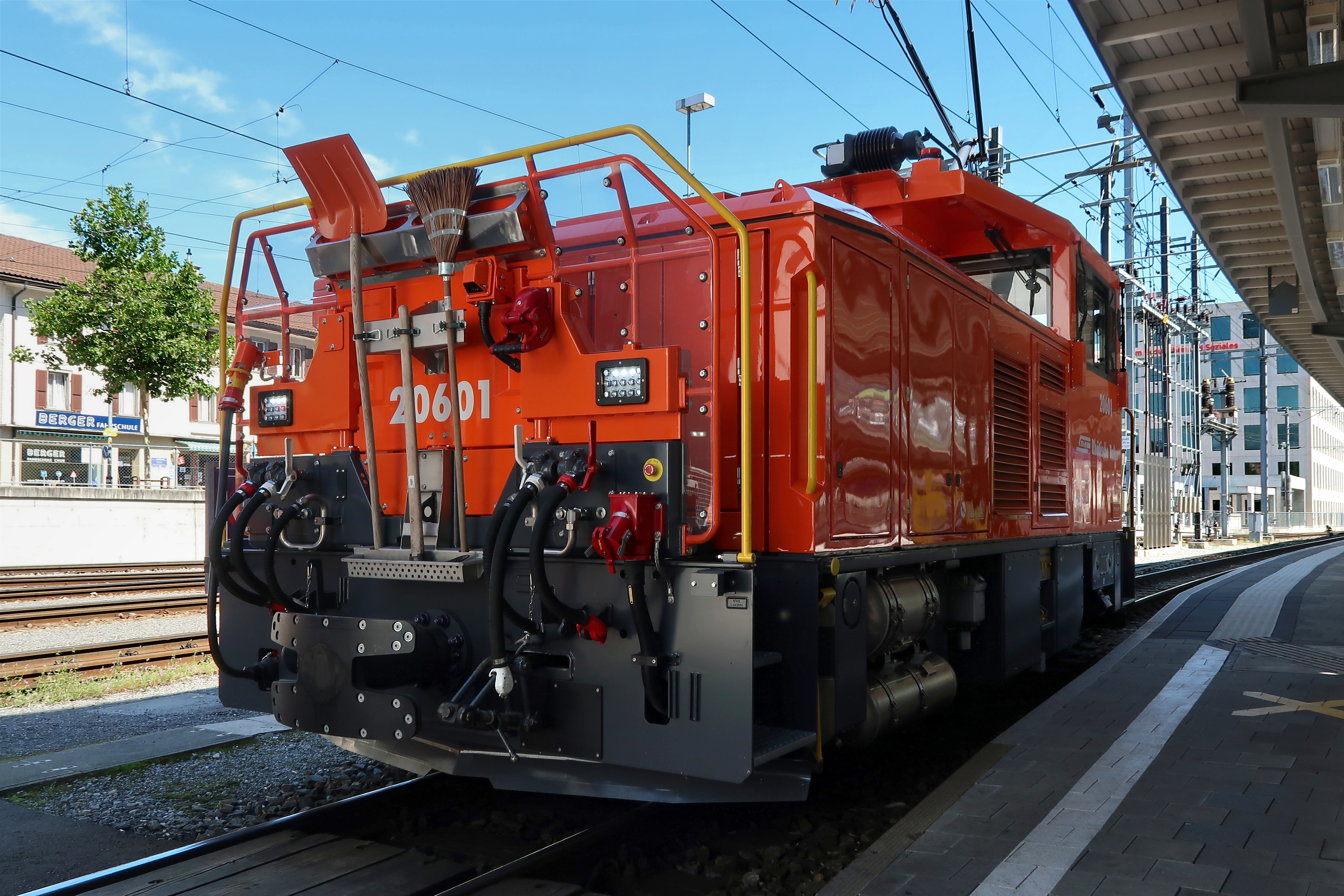
Geaf2/2 20601号機の車端部、各種ブレーキ用空気管のほか客車の暖房用引通しも装備する、クール駅、2020年

レーティッシュ鉄道Geaf2/2 20601-07形電気機関車（レーティッシュてつどうGeaf4/4 20601-07がたでんききかんしゃ）は、スイスのレーティッシュ鉄道（Rhätischen Bahn (RhB)）で使用される電気/蓄電池兼用機関車である。

## 概要
本形式はレーティッシュ鉄道の主要駅における入換作業および小編成の貨物列車の牽引用として2020年に7機が導入された機関車であり、レーティッシュ鉄道のほとんどを占める電化線区においては電気機関車として運用される一方で、駅構内や機関区・工場内の一部に存在する非電化区間においては蓄電池機関車として運用することを可能とすることで、経年の進んだディーゼル機関車を代替して排気ガスや騒音の低減その他環境問題に対応した機体となっている。

### 導入の経緯
レーティッシュ鉄道はグラウビュンデン州の物流においても重要な役割を果たしており、2019年の実績では年間の貨物輸送量は貨物列車による貨物563千 t、35百万 t・kmとカートレインによる自動車輸送529千台であり、2020年時点で約390両の貨車を保有している。また、旅客輸送においても電気機関車および電車が牽引する客車列車が主力となっており、同じく2020年時点で約350両の客車を保有している。これらの車両の入換のため、本形式導入前の時点で19駅に入換用機関車が配置されている。
電化の進んだスイスにおいては入換用途にディーゼル機関車とともに電気機関車も多用され、非電化区間でも運行用ができるようにディーゼル発電機や蓄電池等の補助動力を搭載した電気機関車を古くから運用しており、例えばスイス国鉄では1944年にTeI形入換用電気機関車に蓄電池を搭載したTea 248-250形を、1950年には同じくTeI形にディーゼル発電機を搭載したTemI形を導入して以降、2018年から導入されているAem940形ディーゼル/電気兼用機関車に至るまで継続的に補助動力を搭載した電気機関車を導入している。また、本形式の製造メーカーで、1942年の会社設立以降1980年代半ばに至るまで小型機関車専業メーカーであったStadler Railにおいても、ライン河改修国際公共事業軌道向けに製造した電気機関車2機を1951年に電気/蓄電池兼用機関車に改造し、さらに1956-59年にはこの2機と電気機関車もう1機にディーゼル発電機を搭載して電気/ディーゼル兼用機関車に改造して以降、現在に至るまで補助動力を搭載した電気機関車を製造している。
レーティッシュ鉄道においても、1943-46年にGe2/4形を改造したGe2/4 212-213形およびGe2/4 221-222形、1946年にTe2/2 71-73形といった入換用電気機関車を導入し、さらに、当時電気方式の異なっていた本線系統とクール - アローザ線間の入換用として、1943年に補助動力として蓄電池を搭載したGea2/4 211形電気/蓄電池兼用機関車を導入し、1967年には蓄電池をディーゼル発電機に交換してGem2/4 211形としており、さらに、1963年には同じく電気方式が異なる本線系統とベルニナ線間の直通運転と事業用として残っていた蒸気機関車の代替としてGem4/4形ディーゼル/電気兼用機関車が導入されている。しかし、その後1970年代以降は、入換用電気機関車は補助動力を搭載しないGe3/3 214-215形が導入されたのみであり、Gm3/3 213-233形やTmf2/2 85-90形およびTm2/2 111-120形機関車といった入換用ディーゼル機関車の導入が主体となっていた。そして2010年代には一部の入換用機関車の経年が進んで故障頻度やメンテナンスコストが増加し、大規模修繕が必要な状態となっていたが、大規模修繕を実施しても保守および運用コストの削減は期待できない状態であったため代替となる機体の導入が計画されることとなった。従来通りディーゼル機関車を導入することに加え、補助動力を搭載した電気機関車の導入も検討されていたが、リチウムイオン電池を補助動力として使用できる見込みとなり、これにより燃料の軽油使用量や排気ガスおよび騒音の低減が可能ととなったため、本形式が導入されることとなった[。
本形式はスイスのStadler Railを発注に発注されることとなり、2018年9月3日に21.5百万スイス・フランで契約が締結されている。Stadler Railは2016年12月にレーティッシュ鉄道と接続するマッターホルン・ゴッタルド鉄道からも入換用・工事列車用機関車計7機（同一設計で駆動装置、動力装置のバリエーションによるラック式の電気式ディーゼル機関車4機、粘着式の電気式ディーゼル機関車1機および電気/蓄電池兼用機関車2機）を受注しており、レーティッシュ鉄道では導入する入換用機関車をこれらの機関車、特に電気/蓄電池兼用機関車と基本的には同一設計とし、共同設計の実施や技術的情報の共有をすることにより約100万スイス・フランの調達コスト削減を図っている。また、2020年に承認されたレーティッシュ鉄道の新しい長期戦略である"Strategie 2030"では車両近代化と持続可能性の追求が主な項目の一つとなっており、これに基づき本形式の導入も計画に組込まれている。

### 製造
本形式を受注したStadler Railではスイス北部トゥールガウ州にある同社エアレン工場で行われておりで製造を行い、また、リチウムイオン蓄電池は、スイス中央部ニトヴァルデン準州のベッケンリート北西部に本拠を置き、電気トラックやリチウムイオン電池の販売を行っているE-Force One製のものを搭載することとし、導入スケジュールは以下の通りとなっている。
- 2020年初め：最初の機体のレーティッシュ鉄道への納入
- 2020年春：3機の納入と試運転の実施
- 2020年晩夏：全7機の稼働

本形式は本線での貨物列車の牽引も可能な性能を有し、機関車外部からの無線操縦も可能となっているほか、主な設計要件は以下の通りとなっている。
- 蓄電池により非電化区間でも運行時の排出物をゼロとする
- 電化区間ではブレーキ時に電力回生を可能とする
- 蓄電池走行時においても最大牽引力を発揮可能とする
- 自動真空ブレーキ、自動空気ブレーキと混合列車用の真空制御空気ブレーキ[注釈 9]を装備する
- ABe4/16 3111-3166形の入換に対応するためSchwab[18]タイプ自動連結器の装備を可能とする
- 客車列車のエア・コンディショナー等への給電に使用されるAC 320Vの引通し線への給電を可能とし、将来のAC1000 V給電の準備を行う
- 列車保安装置としてレーティッシュ鉄道に導入されているZSI127（ドイツ語版）を搭載する
- 運転室は前後の運転台交換が容易で、機関士が立った状態でも座った状態でも運転可能な配置する
- 夜間作業時の作業安全性確保のため、機関車の全周をカバーする照明を設置する

2020年4月には初号機がロールアウトして同年中に全7機が運用を開始しており、各機体の機番と運行開始年月日は下記の通りとなっている。なお、機番は2007年11月1日から移行したレーティッシュ鉄道の新しい番号体系に基づくものとなっているほか、マッターホルン・ゴッタルド鉄道の機体は入換機（記号"T"）に分類されて形式区分が"Tea"（"e"は架線動力、"a"は蓄電池動力を示す）となっているのに対し、本形式は機関車（記号"G"）に分類されて形式区分が"Geaf"（"f"は無線操縦を示す）となっている。
- 20601 - 2020年4月22日
- 20602 - 2020年4月22日
- 20603 - 2020年5月11日
- 20604 - 2020年7月28日
- 20605 - 2020年7月28日
- 20606 - 2020年9月7日
- 20607 - 2020年9月7日

## 仕様

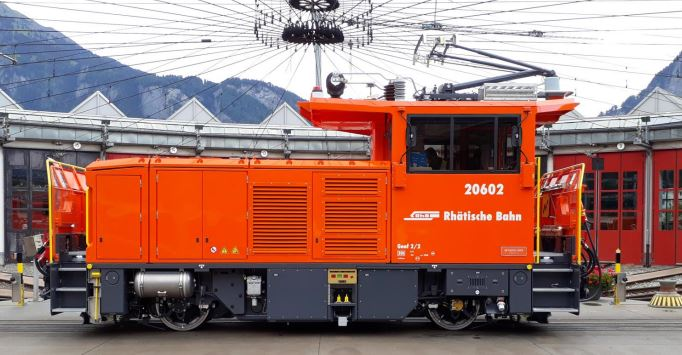
Geaf2/2 20602号機の側面、ボンネット側が前位、運転室側が後位、ラントクアルト工場、2020年

### 車体
- 車体は直線を基調としたStadler Rail製の小型機関車の標準的デザインで、台枠は鋼材を溶接組立により箱状としたもの、車体は後部に運転室を、前部に機器室のボンネットを配置したL字型形状のもので前後端部にデッキを装備する。ボンネット内は3分割となっており、前位側端部からそれぞれ蓄電池冷却装置、蓄電池、主変換装置およびその冷却装置と電動空気圧縮機・電動真空ポンプが搭載されている[21]。
- 正面は大型の2枚窓で、前位側には乗務員室扉が設置されている。また、前後端部のデッキ柵には前照灯//標識灯2灯、連結作業灯2灯が設置されているほか、前位側には連結作業用ビデオカメラが設置されている。さらに運転室屋根の端部には前照灯/標識灯1灯が、上部には警戒灯が配置されている。また、夜間作業時の安全確保のため、デッキ部のほか、車体外周の台枠下部に作業員の足元の視界確保用の照明が設置されている。
- 運転室は後部デッキから出入りをするもので、前後それぞれ右側に設置された運転台は立った姿勢でも着席でも運転が可能な設計となっており、固定式の機関士席は設置されずに可搬式の椅子が1脚用意されている。運転台はコンパクトなデスクタイプで、ABe8/12 3501-3515形電車以降で標準となった2ハンドル式のマスターコントローラーを設置しており、前位側の2枚の前面窓間壁面に設置された計器盤に車両情報装置用の液晶ディスプレイや計器・スイッチ類が設置されている。また、連結作業の時の視界確保のため、後位側の前面中央の乗務員室扉には下部まで窓が設置されており、前位側運転台左側には連結部確認カメラ用の液晶ディスプレイが設置されているほか、前位側の側面窓には前後に電動式のバックミラーが設置されている。さらに、機関車外部から無線操縦装置を使用して運転することが可能となっている。
- 連結器は台枠に設置されるねじ式連結器で、緩衝器が中央、フック・リングがその左右にあるタイプでとなっている。この緩衝器にはABe4/16 3111-3166形の入換に対応するためSchwabタイプ自動連結器用のアダプターを装備することが可能で、これは非使用時に上部に折畳んで収納してねじ式連結器を使用することも可能ものとなっており[16]、Geaf2/2 20606号機がこれを常設している[22]。また、電気連結器はABe8/12 3501-3515形電車以降で採用された新しい25+4芯の重連総括制御用を1組、列車暖房用のAC 300 V電源供給用のもの2組を装備し、連結ホースは元空気管用、空気ブレーキ用、真空ブレーキ用のものを装備する。
- 車体塗装は入換用機標準のオレンジ色をベースに、車体下部台枠と床下機器類がダークグレー、手摺類が黄色、屋根および屋根上機器が銀色となっている。

### 走行機器
- 主変換装置はABB製[23]の各軸ごとの主電動機2基を駆動するものをボンネット内に搭載しており、力行時の性能は架線集電時には動輪周上連続定格出力500 kW、最大出力700 kW、蓄電池給電時には動輪周上最大出力200 kW、電気ブレーキ時の性能は動輪周上最大電気ブレーキ力:800 kW（うち蓄電池充電200 kW）となっており、起動時最大牽引力75 kN、最大発電ブレーキ力100 kNを発揮し、最大牽引トン数は最急勾配2パーミルまでの区間で500 t、35パーミルのアルブラ線で150 t、45パーミルのプレティガウ線で100 t、60パーミルのクール - アローザ線で70 tとなっている[16]。
- 搭載するリチウムイオン蓄電池は三元系（NMC）で容量93 kWhのもの[16]で、機関車が架線から給電を受けている場合および回生ブレーキ作用時に自動的に充電されるものとなっている[15]。
- 主電動機は三相交流誘導電動機を2基搭載し、駆動方式は近年のスイスの電車に多用されているものと同種のものとなっている。主電動機を台枠に装荷され、動力は歯車箱出力軸と動軸に設置された中空軸間および、中空軸と動軸間に装備されたクイルと積層ゴムブロックを使用した継手で変位を吸収するクイル式駆動方式の一種で動輪へ伝達される[24]。
- ブレーキ装置は機関車用として空気ブレーキ（常用/非常ブレーキおよび入換用直通ブレーキ）、駐機用バネブレーキ、主変換装置による発電ブレーキ機能を装備し、客車用として真空制御空気ブレーキ、貨車用として真空ブレーキを装備している[15]。
- 動輪は動輪径810 mm（新品時、最大摩耗時740 mm）の防音車輪で、軸箱支持装置はStadler Rail製の電車に多く使用されているものと類似の軸梁式となっており、軸ばねをコイルばね、縦方向にオイルダンパを併設しているものを軸距4050 mmで配置している[16]。また、基礎ブレーキ装置はユニット式のものを片押式に設置するほか、各軸車体端側に砂撒き装置を、車体端の前面下部にはスノープラウを装備している[16]。

### 主要諸元
- 軌間：1000 mm
- 架線電圧：AC11 kV 16.7 Hz
- 車軸配置：B
- 最大寸法
  - 全長：8412 mm（ねじ式連結器）、9610 mm（自動連結器）
  - 全幅：2650 mm
  - 全高：3885 mm
- 軸距：4050 mm
- 動輪径:810 mm（新品時、最大摩耗時740 mm）
- 自重：30 t
- 走行装置
  - 主制御装置：VVVFインバータ制御
  - 主電動機：三相誘導電動機×2基
  - 蓄電池容量：93 kWh
  - 動輪周上最大出力：700 kW（架線）、200 kW（蓄電池）
  - 動輪周上連続定格出力：500 kW（架線）
  - 動輪周上最大電気ブレーキ力:800 kW（うち蓄電池充電200 kW）
- 性能
  - 牽引力：75 kN（起動時最大）
  - 発電ブレーキ力：100 kN
  - 牽引トン数:500 t（2パーミル）、150 t（35パーミル）、100 t（45パーミル）、70 t（60パーミル）
  - 最高速度：80 km/h（架線）、40 km/h（蓄電池）
- ブレーキ装置：空気ブレーキ（機関車用および列車用）、真空ブレーキ（列車用）、回生ブレーキ（架線への回生および蓄電池充電）、駐機用ばねブレーキ

## 運行
- 2020年3月8日にGeaf2/2 20601号機をクール駅に配置して運用を開始し、その後2020年中に全7機を導入して以下の各駅に配置することとなっている[25]。
  - ラントクアルト
  - ウンテルファッツ/トリンミス
  - クール
  - イランツ
  - トュシス
  - ダヴォス・プラッツ
  - ツェルネッツ
- 2018年の計画では、本形式7機の導入により、ラントクアルト、ウンテルファッツ/トリンミス、クールの3駅で使用されているGm4/4 241形、Gm3/3 231-233形およびTm2/2 93形のうち計4機、イランツ、トュシス、ダヴォス・プラッツ、ツェルネッツの4駅で使用されていたTmf2/2 85-90形およびTm2/2 111-120形をアローザ、スラヴァ、ティラーノ、ラントクアルト（予備機）に移動してTm2 /2 15-26形3機、Xm2/2 9912形、Ge2/2形151号機を置換えてこれら計7機を廃車とするほか、ディセンティス/ミュンスターとシュナウスに配置されているTm2/2 15-26形2機を廃車することで、計11機の旧型入換機を淘汰することとなっている[26]。
- 2020年にはレーティッシュ鉄道は本形式7機の導入により、ディーゼル機関車のTm2 /2 15-26形5機、Gm3/3 231-233形3機、Tm2/2 93形1機、Xm2/2 9912形1機と電気機関車のGe2/2形151号機の計11機を廃車として、軽油使用量を年間約62 kl削減すると公表している[27]。
- 本形式は各駅、機関区/工場での入換のほか、従来の入換用機関車と同様に本線系統前線で短編成の貨物列車の牽引にも使用されている[15]。

## 同型機
- レーティッシュ鉄道のGeaf2/2 20601-07形のベースとなり、その後共同設計となったマッターホルン・ゴッタルド鉄道の同形の入換・事業用機関車は2015年に開発がスタートして翌2016年12月にStadler Railに発注され、2018年10月から翌2019年10月にかけて3機種計7機が導入されている[28]。7機のうち2機はGeaf2/2 20601-07形と同じ粘着式・電気/蓄電池兼用機関車のTea2/2 801-802形、1機は粘着式・電気式ディーゼル機関車のTm2/2 811形、4機はラック式/粘着式兼用・電気式ディーゼル機関車のHGm2/2 701-704形となっている。これらの機体は共通の車体主要部および主変換装置等の走行用電気機器類に、架線集電用電気機器・蓄電池もしくはディーゼル発電機、粘着式走行装置もしくはラック式/粘着式両用走行装置を組合わせてバリエーションとしており、レーティッシュ鉄道の機体はマッターホルン・ゴッタルド鉄道の機体をベースに開発された一方、レーティッシュ鉄道機の開発段階で導入された改善点がマッターホルン・ゴッタルド鉄道機にもフィードバックされている[3]。各機種の概要は下表の通りとなっている[10][16][29]。

| 事業者名                       | 形式    | 機番     | 導入数 | 全長    | 自重   | 定格出力     | 定格出力 | 定格出力       | 最大牽引力 | 最大牽引力 | 最大牽引力     | 備考                |
| 事業者名                       | 形式    | 機番     | 導入数 | 全長    | 自重   | 架線（最大） | 蓄電池   | ディーゼル発電 | 架線       | 蓄電池     | ディーゼル発電 | 備考                |
| ------------------------------ | ------- | -------- | ------ | ------- | ------ | ------------ | -------- | -------------- | ---------- | ---------- | -------------- | ------------------- |
| レーティッシュ鉄道             | Geaf2/2 | 20601-07 | 7機    | 8412 mm | 30 t   | 700 kW       | 200 kW   | -              | 75 kN      | 75 kN      | -              |                     |
| マッターホルン・ゴッタルド鉄道 | Tea2/2  | 801-802  | 2機    | 8412 mm | 24.9 t | 600 kW       | 140 kW   | -              | 75 kN      | 75 kN      | -              |                     |
| マッターホルン・ゴッタルド鉄道 | Tm2/2   | 811      | 1機    | 8412 mm | 23.8 t | -            | -        | 400 kW         | -          | -          | 75 kN          |                     |
| マッターホルン・ゴッタルド鉄道 | HGm2/2  | 701-704  | 4機    | 8412 mm | 26.5 t | -            | -        | 400 kW         | -          | -          | 70/120 kN      | ラック式/粘着式両用 |
| 1. 2.                          |         |          |        |         |        |              |          |                |            |            |                |                     |

- 電気/蓄電池兼用機関車のTea2/2 801-802形は基本的にレーティッシュ鉄道機と同じであるが、搭載する蓄電池ユニットが3組と少なくなっている[3]ほか、定格出力が若干異なっている。電気式ディーゼル機関車のTm2/2 811形およびHGm2/2 701-704形は蓄電池と冷却装置や主変圧器を搭載しない代わりにボンネット内の前位側からディーゼル発電機、ラジエター、電気/蓄電池兼用機と同じ主変換装置および電動空気圧縮機、電動真空ポンプを搭載しており、搭載機器の容量が大きいためボンネットの長さが長く、前位側端部のデッキが設けられていないほか、運転室屋根上に発電ブレーキ用の抵抗器を搭載している[30]。また、ラック式/粘着式兼用のHGm2/2 701-704形は駆動装置を装備しており、これはStadler Railがラック式/粘着式電車に装備しているものと同様の1基の主電動機で粘着式駆動装置と動輪と同軸に設置されたラック用ピニオンの両方を駆動するもので[24]、最急勾配225パーミルのゴルナーグラート鉄道での運行も可能となっている[31]。
- また、これらの機体はStadler Railのテイラーメード機関車シリーズのうち、狭軌用2軸・片側ボンネット形態の小型機関車のシリーズの1機種であり、マッターホルン・ゴッタルド鉄道のHGm2/2 75-76形、ツェントラル鉄道のHGm104形およびGm105形などラック式の機体を中心にスイス、オーストリア、スペインの各国に都度改良を経ながら導入されている。

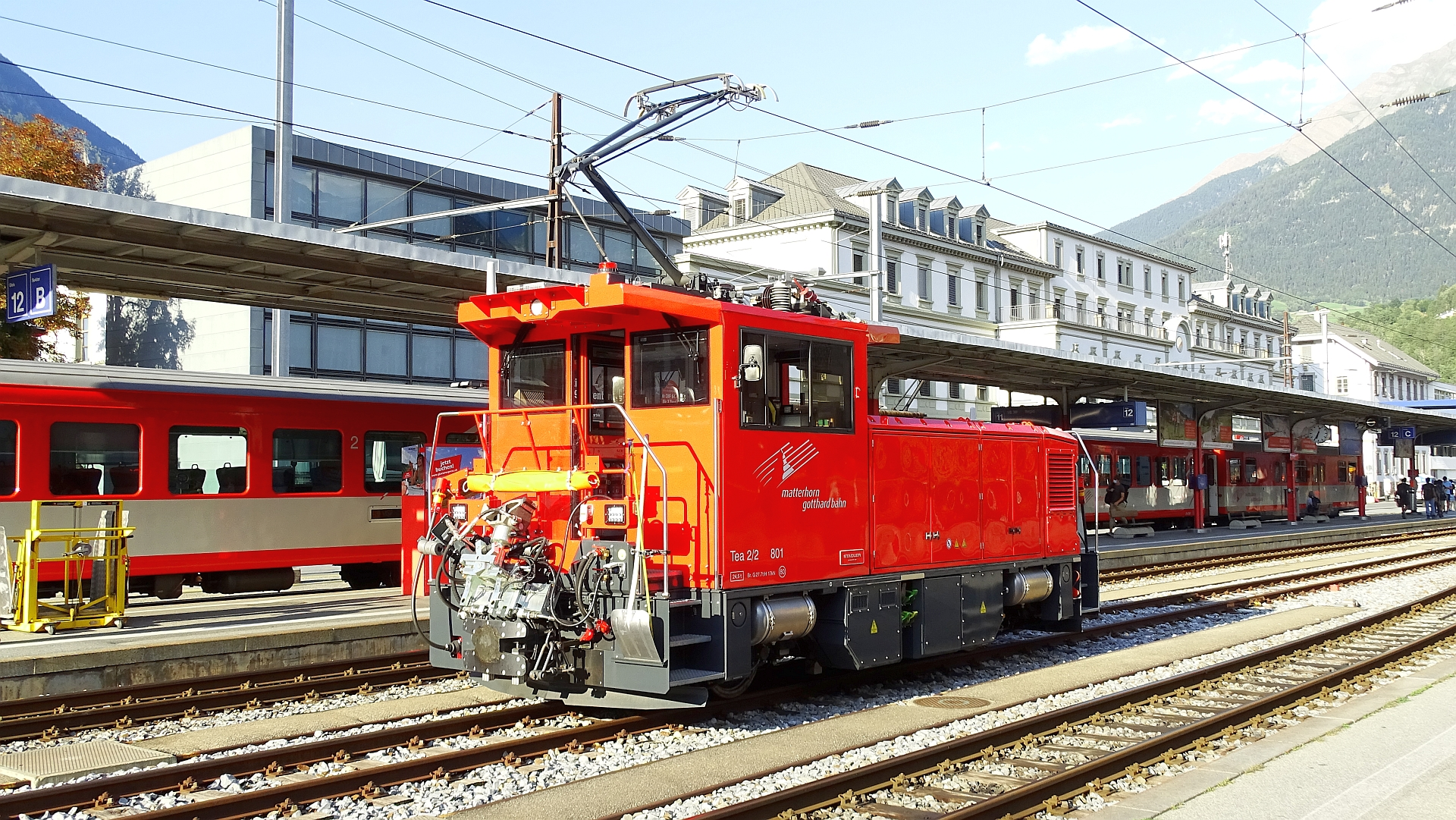
Geaf2/2 20601-07形とほぼ同型のマッターホルン・ゴッタルド鉄道の電気/蓄電池機関車タイプであるTea2/2 802号機、ブリーク駅、2020年
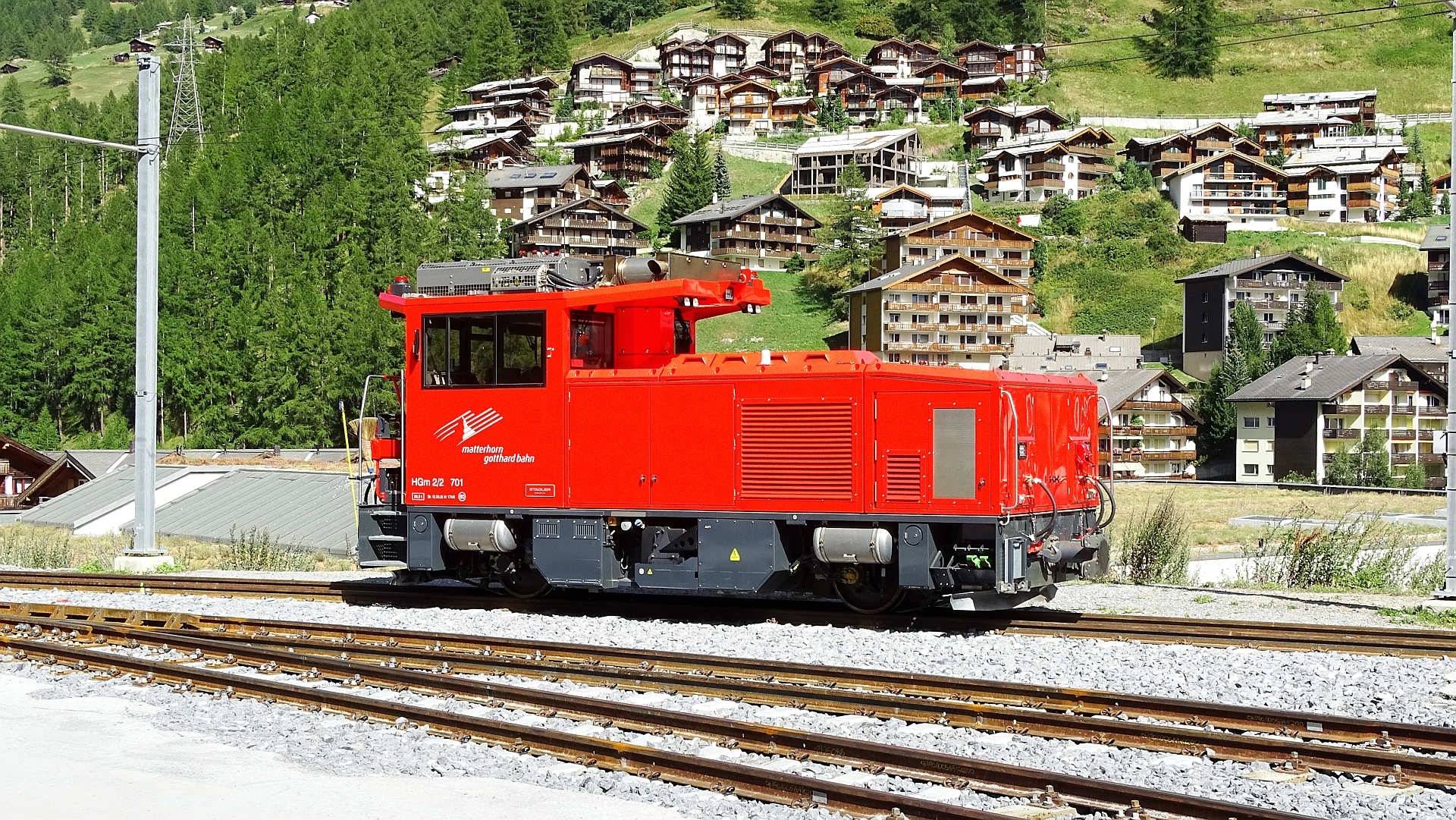
マッターホルン・ゴッタルド鉄道のラック式・電気式ディーゼル機関車タイプであるHGm2/2 701号機、ツェルマット駅、2020年
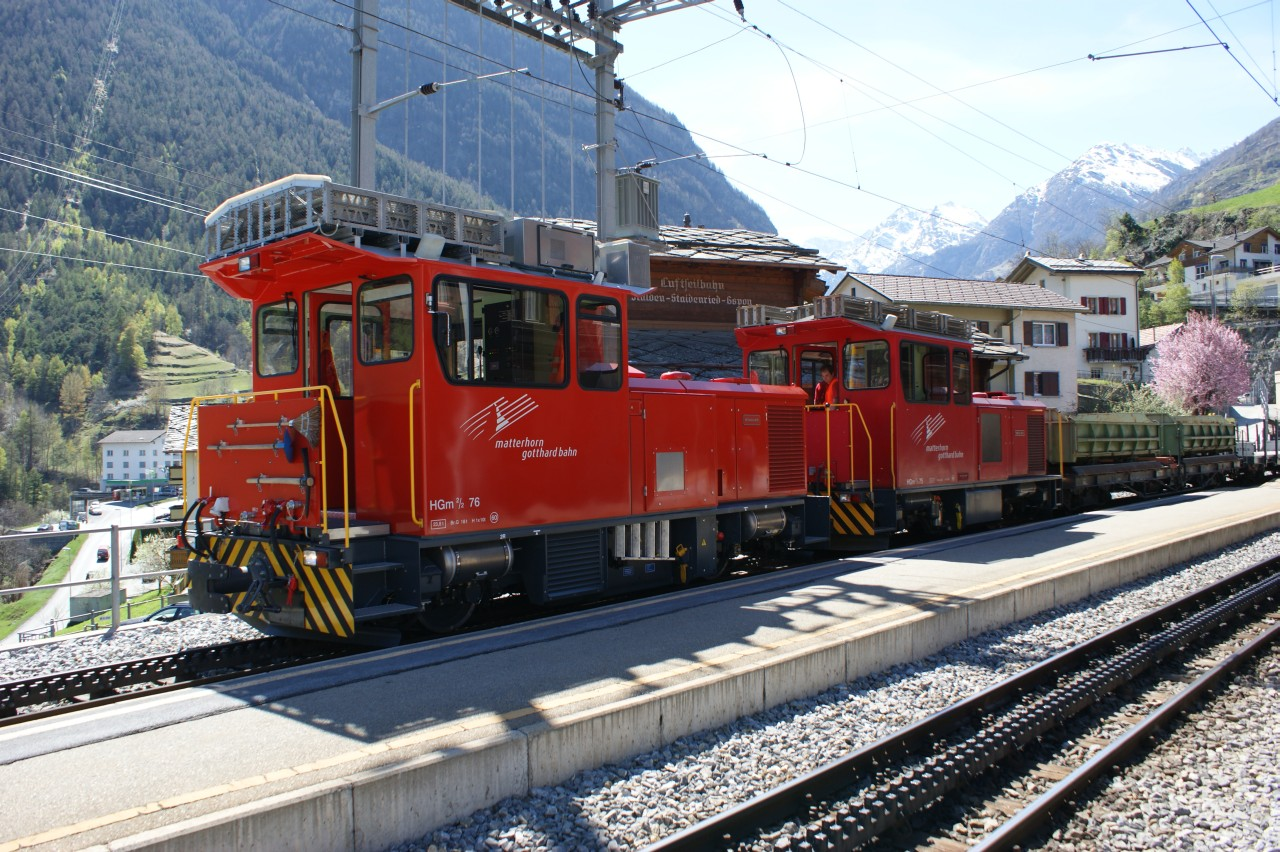
マッターホルン・ゴッタルド鉄道のラック式・電気式ディーゼル機関車タイプで本シリーズの前タイプの1機種であるHGm2/2 76号機および76号機、フィスプ駅、2011年
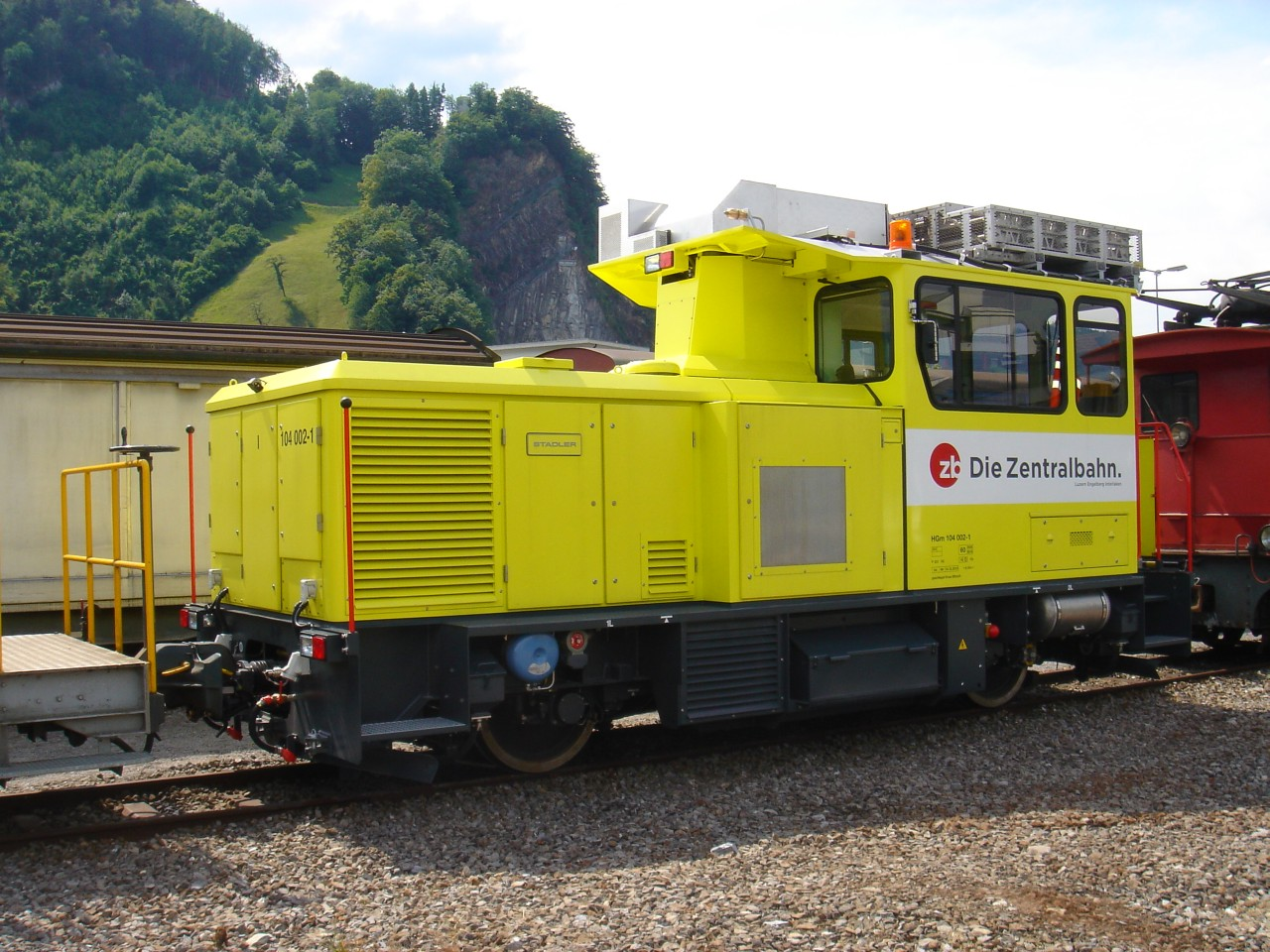
ツェントラル鉄道のラック式・電気式ディーゼル機関車タイプであるHGm104 002号機、2011年
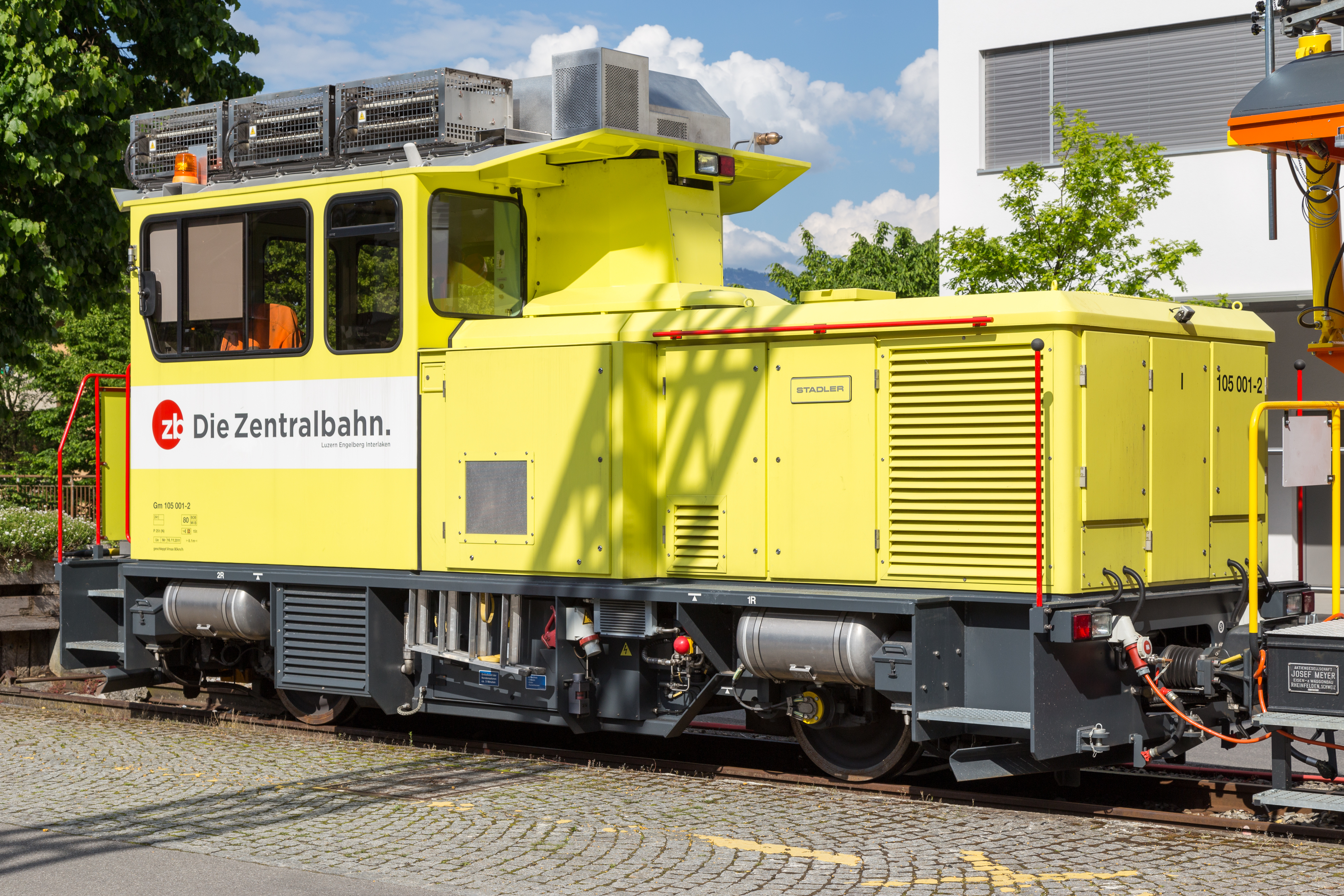
ツェントラル鉄道の粘着式・電気式ディーゼル機関車タイプであるGm105 001号機、2014年